# الشبيبة الشيوعية لساحل العاج
الشبيبة الشيوعية ساحل العاج (باللغة الفرنسية: Jeunesse Communiste de Côte d'Ivoire) هي الحركة الشبابيه في ساحل العاج. ترتبط الحزب الشيوعي الثوري ساحل العاج.
في 24 حزيران 2004 ، فان الامين العام لالشبيبة الشيوعية ساحل العاج حبيب دودو قتل علي ايدي أفراد من طلاب الموالية للحكومة.